# Blogroll
Un blogroll è una raccolta di link ad altri blog. Una traduzione proponibile è dunque 'Siti consigliati'. Quando presenti, i blogroll si possono trovare spesso sulla prima pagina della maggior parte dei blog, collocati in una colonna a destra o a sinistra di quella destinata ad accogliere i post, oppure in una pagina apposita, raggiungibile tramite il menu di navigazione.
I vari autori di blog hanno differenti criteri per includere altri blog nei loro blogroll. Questi spaziano da interessi comuni, a frequenza di aggiornamento, a relazioni nazionali/geografiche/comunitarie, ad accordi che prevedono l'inserimento reciproco di link. Alcuni blogroll consistono semplicemente nella lista dei blog che l'autore stesso segue, ed alcuni aggregatori permettono ai loro utenti di esportare direttamente quella lista in un blog.